# Porträtt av en mördare
Porträtt av en mördare (Portrait of a Killer: Jack the Ripper - Case Closed) är en bok av Patricia Cornwell. Boken utkom 2003 på svenska (ursprungligen 2002).
I boken lägger författaren fram sin teori om vem som är Jack Uppskäraren och vilka underlag hon har för att tro detta.